# Mercês
Mercês este un oraș în Minas Gerais (MG), Brazilia.